# Duriavenator

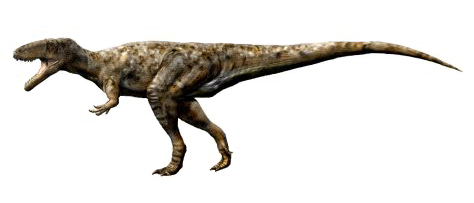
Restaurare

Duriavenator este un gen de dinozaur teropod care a trăit la mijlocul perioadei Jurasice, cu aproximativ 170 de milioane de ani în urmă, în ceea ce astăzi este Europa. Fosilele au fost descoperite în Anglia. Specia tip este D. hesperis,  cunoscută anterior ca Megalosaurus hesperis. Numele genului combină cuvintele latine ale vechiului nume al lui Dorset unde s-au găsit fosilele, Duria, cu venator („vânător”). Se estimează că are o lungime de 7 metri.